# Nino Garau

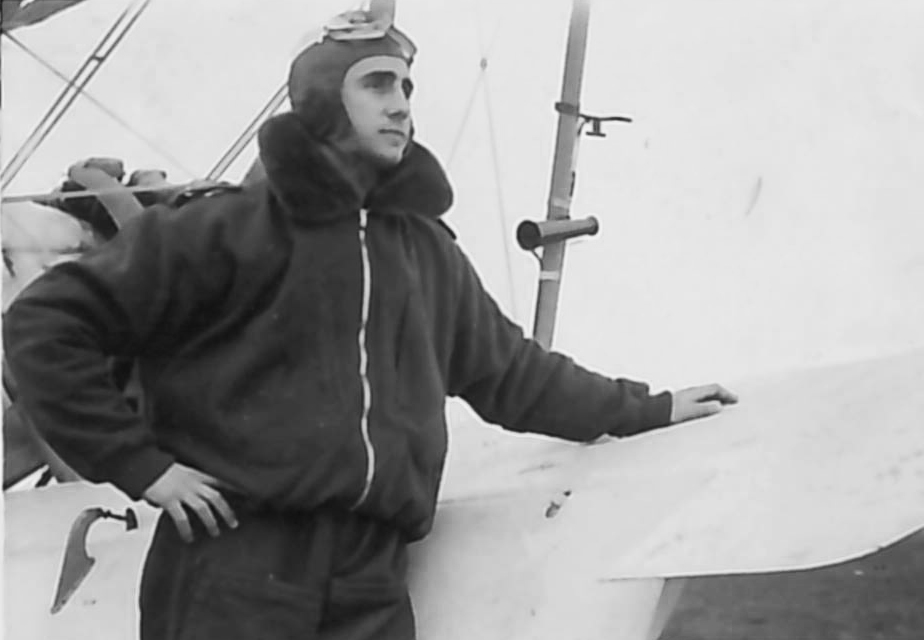
Garau all'Accademia aeronautica di Caserta, campo di volo di Grazzanise (1941) (Fondo Famiglia Garau)

Antonio Garau, noto anche con lo pseudonimo di Nino (Cagliari, 12 dicembre 1923 – Cagliari, 12 luglio 2020), è stato un partigiano e antifascista italiano con il nome di battaglia "Geppe". Ha ricoperto l'incarico di Segretario generale del Consiglio regionale della Sardegna.

## Biografia
Nino Garau nacque a Cagliari il 12 dicembre 1923. Era figlio di Raimondo Garau, ereditiero di un patrimonio edilizio, e di Iolanda Gibertini, nativa del Modenese. All'età di diciassette anni si iscrisse alla Accademia Aeronautica di Caserta. Tale scelta nacque dall'amicizia tra i genitori e la famiglia Conti Vecchi, di cui faceva parte il presidente del gruppo dell'aviazione civile, Minio Paluello.
Per esigenze belliche nell’agosto del 1943 il collegio dell'Accademia aeronautica da Caserta si trasferì a Forlì. Durante la sua permanenza in Accademia imparò a conoscere le armi. 
“L'otto settembre, quando ci svegliammo, non trovammo più alcun ufficiale, i nostri superiori erano spariti senza darci alcuna direttiva, si sentiva solo dalla radio il proclama di Badoglio” scrisse egli stesso nelle sue memorie.
Come molti altri militari presenti nel collegio dell'aviazione anch'egli si diede alla fuga e alla ricerca di un luogo più sicuro.

### La Resistenza e la conseguente nascita della Brigata
In primo luogo, dopo l'Armistizio, venne ospitato in una frazione di Forlì, Villafranca, da un suo compagno d'armi. Dopo dieci giorni decise di recarsi nel Modenese per raggiungere i nonni materni. Giunto in Emilia, entrò immediatamente in contatto con i movimenti antifascisti, grazie a Gino Gibertini, cugino della madre, che lo aveva ospitato.
Durante la sua permanenza nel Modenese venne ospitato anche dalla famiglia Balugani. In questa occasione si unì con il primo nucleo della SAP (Squadre d'Azione Patriottica). Entrò nella Resistenza con il nome di battaglia "Geppe", partecipò in prima persona alla costituzione della Brigata "Aldo Casalgrandi" - dal nome del primo componente della Brigata ad essere catturato e giustiziato dalle truppe naziste -, in cui assunse un ruolo chiave, essendo uno dei pochi in grado di maneggiare le armi e di applicare le tattiche militari. 

In poco tempo, grazie alle sue capacità di mediazione, ne divenne il comandante. "Geppe" era spinto dal desiderio che la guerra finisse quanto prima. Lui e i suoi compagni si appoggiavano anche alla famiglia Balugani, residente a San Vito. Proprio Enzo Balugani fu il cofondatore, assieme a Nino, della prima SAP: "Iniziò così la mia lotta partigiana", riferì egli stesso. Qui Garau si approccia a nuove realtà: ceti sociali umili e maltrattati, che lui non aveva mai conosciuto prima per la sua condizione sociale privilegiata. "Mai avrei pensato - afferma nel documentario Geppe e gli altri (Italia, 2012) - facendo la vita che facevo a Cagliari, che potesse esistere questo ceto di popolazione maltrattata, che potessero esistere alcune persone che, solo per una parola critica contro il fascismo, venissero arrestate e buttate in galera".
La Brigata era composta e sostenuta da operai, contadini, artigiani, sacerdoti, ex militari e professionisti. Si trattava di quattrocento effettivi distribuiti su duecento basi attive, nella zona di Vignola e Spilamberto. Dunque la Brigata "Casalgrandi" fu costituita dall'unione di varie organizzazioni, tra cui i GAP e le SAP, ed era operativa nella cosiddetta "quinta zona" della pianura modenese intorno alle località di Vignola, Castelvetro, Marano e Savignano sul Panaro, Castelnuovo Rangone e Spilamberto. La Brigata si impegnò in diversi attacchi contro i nazifascisti. In particolare il 24 aprile del 1944, i partigiani della Casalgrandi disarmarono due fascisti a Ponte Guerro. Il 29 settembre dello stesso anno sabotarono con l'uso di chiodi alcune macchine tedesche. 
Garau dice: “Aumentavano sempre di più le persone che intendevano aderire alla lotta”, infatti il movimento di Liberazione aveva nel territorio un forte radicamento e l'appoggio della popolazione.

### Prigionia e fuga
Il 31 dicembre del 1944 a Castelvetro, i militanti della Brigata furono colti di sorpresa e quindi catturati da una compagnia anti partigiana residente a Ciano d’Enza e formata da altoatesini, capaci di parlare correttamente sia l’italiano sia il tedesco. La cronistoria della Brigata rilevò che tra i catturati vennero trattenuti Nino Garau, Aronne Simonini, Gino Gibertini, Giorgio Trenti di Castelvetro. Mentre Giorgio Trenti ed Aronne Simonini vennero subito fucilati al Castello di Canossa il 26 gennaio 1945, Gibertini fu portato a Modena, e di lui non si seppe più nulla. I prigionieri, tra cui Geppe, dopo essere stati interrogati, subirono delle torture.
“Il secondo giorno iniziarono le botte e vi dico che erano brutte - ricorda Garau nel film a lui dedicato -. Due litri e mezzo di acqua sporca buttati giù con l’imbuto, ancor oggi ne risento […]. Botte a non finire.  Ricordate i cerini S.A.F.F.A.? Quelli di legno piatto? Ce li infilavano sotto le unghie e davano fuoco. Quello che mi salvò dal non confessare niente fu uno stato di atarassia: mi sembrava di vivere in un mondo al di fuori del nostro. Ma una delle torture più brutte fu sicuramente quella dei ferri da stiro riscaldati sulla stufa a legna. […] Con quei ferri da stiro mi bruciarono tutta la pianta dei piedi.”
Al decimo giorno di prigionia, Garau venne trasferito all’ufficio politico ed investigativo di Reggio Emilia, e da lì a Gonzaga, poi a Guastalla, successivamente transitò a Mantova, in attesa che i tedeschi prendessero una decisione circa il suo destino. Venne dunque portato nel carcere di Verona, dove conobbe Spartaco Demuro, un altro prigioniero sardo, che gli confessò d’essere in contatto con altri militanti della resistenza locale in grado di organizzare una fuga dalla prigione. Garau e Demuro riuscirono a superare il cancello e a fuggire. Per il partigiano l’uscita dal carcere fu faticosa e dolorosa, a causa delle ferite riportate in seguito alla tortura. Con dei trasporti di fortuna, i due raggiunsero i dintorni di Vignola, quindi si recarono a San Vito, ove vennero accolti dalla famiglia Balugani.
Due medici intervennero segretamente per curare le gravi condizioni di Geppe, il quale dovette sottoporsi alle cure per quindici giorni.

### La liberazione di Spilamberto

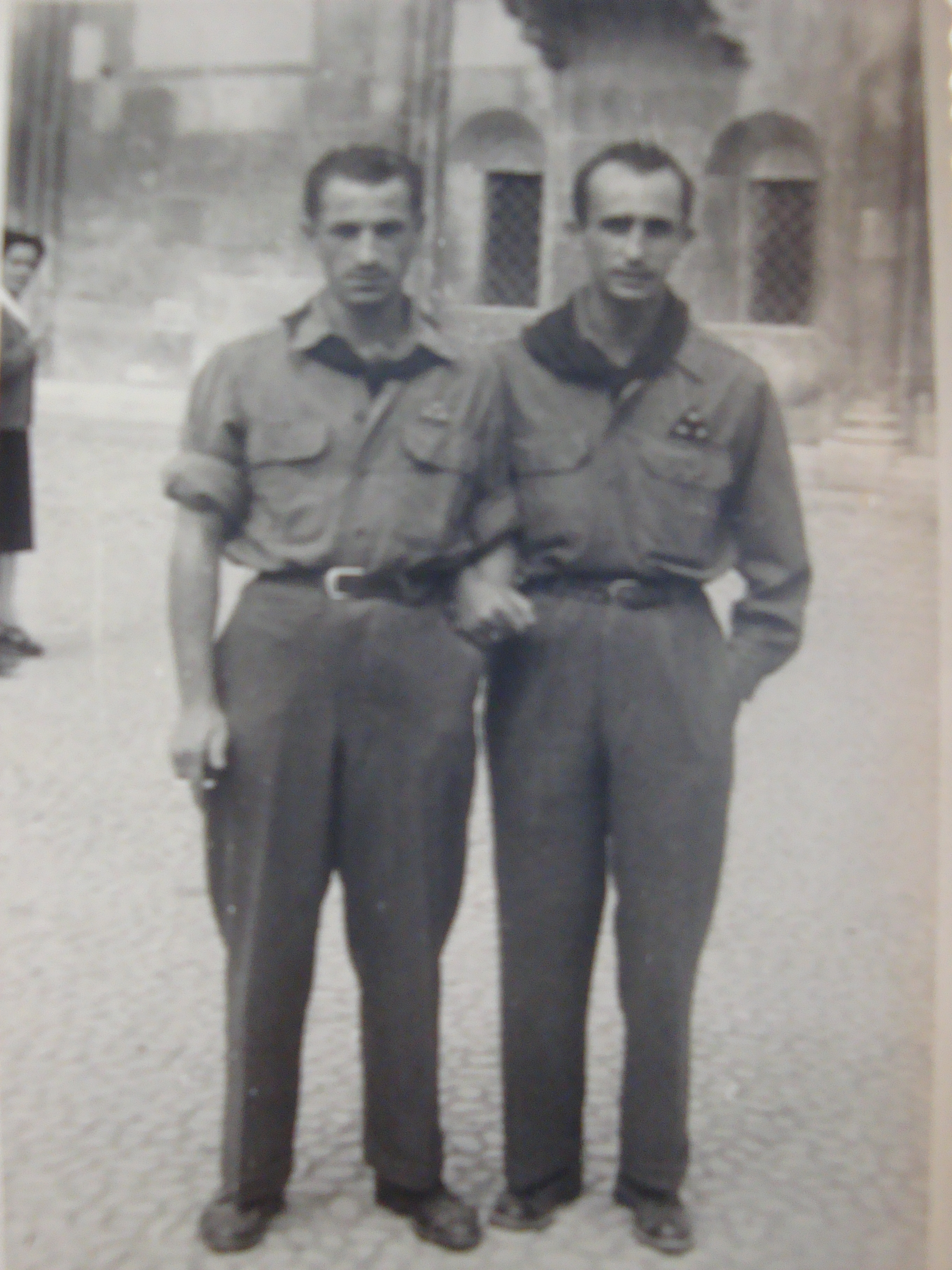
Una foto di Nino Garau. Lui è a destra (con il partigiano Gilberto Galli) a Modena nel 1945 subito dopo la Liberazione. (Tratta dall'archivio personale di Garau).

Garau riprese a combattere dopo una lunga serie di azioni, tra le quali la cattura delle brigate nere di Vignola e Spilamberto nei primi giorni dell'aprile 1945. Gli eventi più rilevanti avvennero in occasione della liberazione di Spilamberto e dei centri limitrofi. L’azione della Brigata prese avvio il giorno 21 aprile, grazie alla strategia d'attacco e di difesa organizzata da Geppe e all’appoggio degli abitanti di Spilamberto. Dopo tre giorni di battaglia i partigiani riuscirono a disperdere le truppe tedesche e la mattina del 23 aprile 1945 si poté affermare che la città di Spilamberto e tutta la “V Zona” erano state liberate dai nazifascisti, due giorni prima dell’arrivo degli Alleati.
Prima del definitivo rientro a Cagliari, durante le prime consultazioni amministrative, tenute nel 1946, Garau fu eletto consigliere comunale a Spilamberto e contribuì alla scrittura della cronistoria della Brigata “Casalgrandi”. In seguito la cronistoria venne data alle fiamme affinché non rappresentasse una prova da utilizzare strumentalmente contro i partigiani nei processi intentati nel dopoguerra.

### Ritorno a Cagliari
Fu difficile per lui trovare un’occupazione, poiché, essendo stato un partigiano, spesso veniva discriminato. Una mattina del 1949 una squadra di questurini effettuò una perquisizione nella casa del padre. Subito dopo Nino Garau venne portato in questura con l’accusa di omicidio e venne condotto in una cella di isolamento del carcere di Buoncammino. Dopo tre giorni fu condotto dal commissario Michele Savastano che riuscì a dimostrare l’innocenza dell’ex partigiano. Garau venne prosciolto e poté tornare a casa. Nello stesso anno iniziò a lavorare come funzionario e, successivamente divenne responsabile dell’Ufficio Resoconti del Consiglio Regionale della Regione Sardegna. Nel 1952 si sposò con Luciana Magistro, con la quale ebbe tre figli: Dino, Emanuela e Stefania. Nel 1960 divenne Segretario Generale dell’Istituzione Consiliare Sarda e detenne questa carica fino al 1976, anno del suo pensionamento.
Con decreto del Presidente della Repubblica del 4 settembre 1969 (Bollettino Ufficiale 1969, disp. 49, pag. 5528), gli fu conferita la medaglia di bronzo al Valore Militare con la seguente motivazione:
Militare in servizio nell’Arma Aeronautica, entrava all’armistizio nelle formazioni partigiane distinguendosi per ardore, capacità organizzative e spirito di sacrificio. Nominato comandante di zona e poi di Brigata partigiana, assolveva importanti incarichi organizzativi e di coordinamento. Catturato in seguito a delazione, sopportava stoicamente torture e sevizie ma nulla rivelava circa i nomi dei commilitoni e la località ove i reparti partigiani avevano le loro basi. Riuscito ad evadere, e pur menomato nel fisico, riprendeva generosamente la lotta per la Liberazione. (Levizzano – Ciano d’Enza, 31 dicembre 1944 – 10 gennaio 1945).
Nell’anno 1978 fu insignito della stella d’argento al merito sportivo dal presidente del CONI Giulio Onesti. Garau ricoprì per lungo tempo incarichi dirigenziali nella Federazione Italiana Pallacanestro. Fu membro effettivo del Consiglio superiore della Pubblica Amministrazione sino al 1978.
In occasione del sessantesimo anniversario della Liberazione d’Italia dal nazifascismo è stato riconosciuto cittadino onorario del Comune di Spilamberto, in provincia di Modena.
Il 25 Aprile del 2015 ottenne la medaglia della Liberazione dalla Prefetta di Cagliari Giuliana Perrotta, in occasione del settantesimo anniversario della Liberazione. Morì il 12 luglio 2020, all’età 96 anni.
Nino scrisse un libro di memorie, intitolato 'La Resistenza di Geppe' e edito nel 2021 da Soter editore, in cui racconta le sue azioni e i suoi comportamenti negli anni della Resistenza. Il 13 luglio 2021 il Comune di Cagliari ha approvato all'unanimità una mozione che suggella un gemellaggio col Comune di Spilamberto e ricorda la figura del combattente sardo.
Su di lui nel 2012 fu presentato un film, "Geppe e gli altri. Storia di vita di un comandante partigiano sardo”, di Francesco Bachis (regista), Giuseppe Caboni, Walter Falgio, Francesco Capuzzi e Laura Stochino (aiuto regista), prodotto dall’ISSRA (Istituto Sardo per la Storia della Resistenza e dell’Autonomia) e dal LEV (Laboratorio di Etnografia Visiva) dell’Università degli Studi di Cagliari. Negli ultimi anni di vita dedicò tutte le sue forze alla diffusione dei valori e della memoria antifascista.
“Posso quindi dire di aver conosciuto l’intera società umana - asserì nel film “Geppe e gli altri” - con i suoi pregi e i suoi difetti. ma ciò che più conta per me è aver vissuto la guerra in prima linea, e aver vissuto la pace. Bene, io oggi posso dire che nella guerra, anche i vincitori non vincono, perché l’uccisione di un vincitore, di un soldato dell’esercito vincitore non può ripagare ciò che la vittoria di una nazione può dare alla famiglia che ha perso un figlio, ai Cagliaritani che hanno vissuto i combattimenti, e molti sono morti. La guerra non la vince nessuno, la guerra è morte sia per i vinti che per i vincitori.”

## Onorificenze
- 1969 Medaglia di Bronzo al Valore Militare
- 1978 Stella d'argento al merito sportivo dal Presidente del CONI, Giulio Onesti.
- 2005 Cittadino onorario del Comune di Spilamberto.